# Силбанак
Марко Силбанак је једна недовољно позната личност. Изгледа да је у време Филипа Арабљанина (владао од 244. до 249. године) био узурпатор. Познат је са једног новца, антонина, који је изгледа нађен у Лотарингије. Изгледа да се тај новчић може датовати у време Филипа Арабљанина. На аверсу се налази Силбанаков лик са легендом Imp. Mar. Silbannacus Aug. На реверсу се налази лик Меркура са легендом Victoria Augusta.
Дакле, изгледа да је Силбанак подигао устанак у провинцији Горња Германија. Можда је командовао германским помоћним одредима. Изгледа да га је Деције Трајан поразио (Eutropius 9,4).